# Listeria grayi
Listeria grayi è una specie di batterio appartenente alla famiglia delle Listeriaceae.